# Manfred Morgan
Manfred Morgan, bürgerlich Rudi Edelmann (* 18. November 1948 in Stuttgart; † 17. Juni 2015), war ein deutscher Schlagersänger, Komponist, Textdichter und Gitarrist.

## Leben
Manfred Morgan wuchs in Stuttgart auf. Nach dem Studium wurde er Lehrer. Sein musikalisches Talent zeigte er zunächst als Mitglied der Begleitband des Schlagersängers Erik Silvester. Anfang der 1970er Jahre machte er sich dann als Schlagersänger einen Namen. Sein größter Hit war 1971 Zuerst kam die Sonne. Dieser Schlager wurde zwanzig Jahre später von seinem Namenskollegen Michael Morgan neu veröffentlicht.
Bis Mitte der 1970er Jahre hatte Manfred Morgan noch ein paar weitere Schlagererfolge, dann wurde es ruhiger um ihn. Er war dann vor allem als Komponist und Texter tätig.
Er schrieb darüber hinaus das Musical Seifenblasen, das regional große Erfolge feierte.
Nach seiner erfolgreichen Zeit als Schlagersänger arbeitete er bis zu seiner Frühpension als Grundschullehrer in Freudental nahe Ludwigsburg bei Stuttgart.
Manfred Morgan starb im Juni 2015 im Alter von 66 Jahren nach schwerer Krankheit. Seine letzte Ruhestätte befindet sich auf dem Friedhof in Großsachsenheim.

## Bekannte Titel
- 1971: Zuerst kam die Sonne
- 1972: Mach doch ein liebes Gesicht
- 1972: Dich hat der Himmel geschickt
- 1973: Hey John
- 1973: Ticket
- 1974: Halt, stop
- 1974: Ist das alles schon wieder vorbei
- 1975: Es liegt an dir
- 1990: Feel You Feel Happy